# Charles Radoux-Rogier
Charles Radoux-Rogier (* 30. Juli 1877 in Lüttich; † 30. April 1952 ebenda) war ein belgischer Komponist und Musikpädagoge. Er war der Sohn des Komponisten und Fagottisten Jean-Théodore Radoux.

## Leben und Werk
Charles Radoux-Rogier war Kompositionsschüler seines Vaters. Nach Abschluss seines Studiums um 1900 bei Joseph Herman (Klavier) und Sylvain Dupuis (Harmonielehre) am Konservatorium in Lüttich unterrichtete er selbst an diesem Konservatorium Harmonielehre. 1911 wurde er dort zum Professor ernannt und unterrichtete dort bis 1940.
1907 erhielt er den belgischen Rompreis für seine Kantate Geneviève de Brabant. Von 1930 bis 1942 wirkte Charles Radoux-Rogier als Inspektor für den Musikunterricht in Belgien. Charles Radoux trat auch als Musikkritiker, Pianist und als Erforscher des flämischen Volksliedes in Erscheinung.
Kompositorische Hauptwerke sind die Opern Oedipe à Colone (Brüssel 1901), Le sanglier des Ardennes (Lüttich 1905), Oudelette (Brüssel, 1912), die Symphonie in C moll, das symphonische Triptychon La glèbe hereuse, die Fantasie für Violine und Orchester, die Scènes grecques für Violoncello und Orchester sowie die Variationen für Klavier und Orchester.